# 市来保二郎
市来 保二郎（市來 保二郎、いちき やすじろう、1872年2月9日（明治5年1月1日） - 1945年（昭和20年）2月6日）は、大日本帝国陸軍軍人。最終階級は陸軍少将。功四級。

## 経歴・人物
市来寅之助の長男として後の山口県豊浦郡長府町（現下関市長府）に生まれる。1893年（明治26年）陸軍士官学校第4期卒業。1901年（明治34年）陸軍大学校第15期卒業。
日露戦争に従軍後、1913年（大正2年）1月に仙台連隊区司令官、同年8月に陸軍歩兵大佐、1914年（大正3年）8月に歩兵第19連隊長を経て、1918年（大正7年）7月に陸軍少将に昇進と同時に待命、翌年1月に予備役に編入した。

## 栄典
位階
- 1894年（明治27年）5月1日 - 正八位[5]

勲章等
- 1940年（昭和15年）8月15日 - 紀元二千六百年祝典記念章[6]

## 親族
- 妻：市来いと（陸軍中将・村田惇の次女）[4]